# Tang Xuanzong
Tang Xuanzong (chinois : 唐玄宗 ; pinyin : táng xuánzōng) (né le 8 septembre 685 à Luoyang - mort le 3 mai 762) est un empereur de la dynastie Tang. Son nom de naissance est Lǐ Lōngjī (李隆基), mais il est plus communément appelé Minghuang (明皇, Míng Huáng, ce qui littéralement veut dire Empereur Brillant, Glorieux Monarque), son véritable nom de temple étant Xuanzong. C'est le troisième fils de Ruizong et le petit-fils de l'impératrice Wu Zetian. Sa mère, Dou, est l'une des concubines de l'empereur. Il meurt en exil en 762, et est enterré au mausolée de Tai. Son règne (712-756) est l'un des  plus longs de l'histoire de Chine, il dure quarante-trois ans.

## Contexte
Cette période  dans l'histoire chinoise, est une époque exceptionnellement créative, vigoureuse et productive. Après des siècles de luttes, le pays est finalement réunifié. Durant le règne de l'empereur Wendi (581-604), fondateur de la dynastie des Sui, homme doué de compétences administratives exceptionnelles, la population double. Toutefois, les Sui ne se maintiennent pas longtemps au pouvoir. Le deuxième et dernier empereur de la dynastie, Yangdi (r. 604-618), entreprend des grands travaux extravagants, dont ceux de la capitale orientale, Luoyang, et du Grand Canal, ouvert pour relier le Nord et le Sud. Bien que ces travaux laissent une influence historique durable, le gaspillage effréné de Yangdi écourte la vie de la dynastie.
Les premiers empereurs Tang continuent la consolidation du pays entreprise par Wendi. Sous leur règne, la Chine devient le plus grand et le plus puissant pays médiéval. Celui qui contribue le plus à cette suprématie est l'empereur Li Shimin, dont l'ascension au trône en 626 inaugure plus d'un siècle de développement soutenu dans les sphères sociales et culturelles. L'expansion territoriale intègre l'Asie centrale à l'empire et garantit les routes des caravanes en direction de l'ouest. La capitale Xi'an devient un centre cosmopolite de plus d'un million d'habitants.

## Biographie

### Genèse d'un règne
À sa mort, l'impératrice Wu Zetian transmet le pouvoir à son fils Zhongzong (705-710), à son tour empoisonné par sa femme l'impératrice Wei. Un coup d'état, dirigé par Li Longji, un des princes Tang, venge Zhongzong. Li a 24 ans, il fait monter sur le trône son père Li Dan, empereur Ruizong qui abdique en sa faveur deux ans plus tard. Ainsi commence l'un des plus grands règnes de l'histoire de Chine. Xuanzong, l'Empereur brillant (Minghuang), règne plus de quarante ans.

### Le règne de Xuanzong
La première partie du règne de Xuanzong, l'ère Kaiyuan (713-741), est considérée comme l'apogée de la dynastie Tang, à la suite de la mise à l'écart des femmes des affaires politiques. Dans les faits, la première décennie de son règne n'apporte pas de grands bouleversements par rapport aux années précédentes, puisque le personnel politique dominant reste celui qui avait été promu par Wu Zetian et les impératrices et princesses suivantes, dont on reconnaissait pourtant la trop grande importance numérique, conséquence de la volonté de ces femmes de promouvoir des hommes nouveaux richement dotés. Comme sa grand-mère, il fut assisté par un groupe de lettrés servant de proches conseillers et de secrétaires, la « forêt de plumes » (Hanlin). Mais Xuanzong s'appuya sur des ministres importants qu'il laissa en poste plus longtemps que ne le permettaient ses prédécesseurs. Au fil du temps, l'empereur se reposa de plus en plus sur l'aristocratie de Chang'an et du Nord-Ouest, comme les premiers Tang, parmi lesquels il recruta notamment des administrateurs chargés de missions ad hoc, en dehors des cadres administratifs habituels. Ainsi Yuwen Rong fut chargé du recensement de familles échappant à l'administration fiscale, Pei Yaoqing de l'amélioration du transport sur le Grand Canal, tandis que les superviseurs des monopoles du sel prenaient aussi une grande importance. Dans l'armée, les gouverneurs des provinces frontalières prirent une importance croissante,.
La seconde partie du règne de Xuanzong, l'ère Tianbao (742-756) est vue comme une phase de déclin. L'empereur fut alors moins actif dans la direction de l'empire, qui fut confiée au ministre Li Linfu, qui en vint à exercer un pouvoir autocratique après avoir accompli de nombreuses purges, éliminant de fait les plus talentueux ministres et s'appuyant sur des généraux d'origine étrangère, comme le sogdien An Lushan et le coréen Gao Xianzhi (en). C'est aussi à une période de retour de l'influence féminine à la cour, avec l'ascension de la première concubine (guifei), Yang Yuhuan (ou Yang Guifei). Le cousin de celle-ci, Yang Guozhong, fut un concurrent de Li Linfu, et quand ce dernier mourut en 752, il tenta de prendre sa place. Il voulut écarter An Lushan, mais celui-ci fut épargné car il avait l'appui de Xuanzong et de Yang Guifei qui en avait fait son fils adoptif, et fuit la capitale pour préparer sa révolte,.

### Chute d'un empire
Cet âge d'or connaît une fin brutale quand le puissant général An Lushan se rebelle en 755. L'empereur Minghuang abandonne Chang'an, s'enfuit vers le Sichuan avec Yang Guifei et sa famille. Yang Guifei (à cause de sa famille ayant des rapports politiques avec le coup d'état fomenté par An Lushan) est forcée de se pendre sur l'ordre et sous les yeux de l'empereur. Inconsolable par cette tragédie, il abdique au profit de son fils Suzong (756-762). La stabilité de la dynastie se trouve profondément érodée quand la rébellion est finalement écrasée. Durant la seconde moitié de la dynastie des Tang, l'art continue à se développer mais il n'atteint plus jamais sa grandeur précédente. Les historiens se tournent plutôt vers les réalisations des générations antérieures avec deux ouvrages historiques majeurs sur la peinture chinoise – Mémoire sur les peintres célèbres au cours des dynasties successives (Lidai minghua ji) de Zhang Yanyuan (847-874) et Peintres célèbres de la dynastie des Tang (Tangchao minghua lu) de Zhu Jingxuan – sont l'un et l'autre écrits au milieu du neuvième siècle.
La Chine des Tang ne se remet jamais complètement de la rébellion d'An Lushan, qui sévit entre 755 et 763 et qui coûte à l'empire à un tiers de la population: ce qui était un grand empire se ratatine peu à peu, tant physiquement  que spirituellement. Une cour anxieuse peut difficilement développer un style artistique inventif, et les persécutions religieuses portent un coup terrible aux constructions des temples. Seuls les lettrés, dont l'art vise à exprimer des sentiments intérieurs, trouvent une inspiration dans les troubles et même dans les tourments.

## Floraison des arts

### Les lettres et les arts à la cour de l'Empereur brillant
À l'extérieur, il porte à son apogée la puissance de la Chine. À l'intérieur où la paix règne, l'empereur, protecteur des lettres et des arts, donne tous ses soins à l'éducation, et de nouvelles écoles se créent. À la capitale, trois organes du gouvernement central sont établis : Le Secrétariat impérial (Zhongshu sheng), la Chancellerie impériale(Menxia sheng) et le département des Affaires d'État (Shangshu sheng).
Minghuang est lui-même poète et musicien. Il institue la « Cour où s'assemblent les sages » (Jixian yuan) et appelle souvent les membres de cette Cour à discourir avec lui. La création du Hanlin yuan (Hanlin, Forêt des pinceaux, assemblée de lettrés), célèbre institution académique, peut dater du début de son règne. Les textes font allusion à différents départements attachés au Hanlin et consacrés à diverses études : celles de la poésie (cixue), des classiques (jingshu), de l'alchimie (helian), du bouddhisme et du taoïsme (sengdao), de la divination (bushu), des arts (yishu), de la calligraphie et du jeu d'échecs (shuyi). La peinture ne fait l'objet, alors, d'aucune mention. Sans doute les peintres sont-ils confondus avec les experts en divers arts. D'après le Jiu Tangshu (Ancienne Histoire des Tang), scribes et peintres (shuhua) constituent, avec les artisans, un groupe opposé à celui des lettrés (xueshi).
Le caractère artisanal de la peinture ne s'efface que lentement. Minghuang cherche à favoriser la promotion des hommes de talent. Quand l'un d'entre eux est sans emploi, il convoque une session spéciale d'examen pour lui donner sa chance. Il agit ainsi à l'égard de Du Fu qui, victime peut-être d'une trop stricte exigence personnelle, échoue dans sa jeunesse à l'examen de lettré accompli. Il n'exige aucun examen du grand poète Li Bo pour lui donner une fonction au Hanlin yuan. Le génie de Li Bo fait oublier l'extravagance d'une conduite qu'aucune règle morale n'arrête. On le dit ivrogne, vagabond, capable du pire, il ne connaît que son impulsion. L'amitié que lui voue Du Fu plaide en faveur d'intimes valeurs qui se révèlent aux plus dignes. Quand l'empereur le reçoit, il le met à l'épreuve. Il est vite convaincu et le comble d'honneurs. Il excuse même les libertés que se permet le poète en état d'ivresse.
Minghuang vit entouré des meilleurs lettrés de son temps : Wang Wei est l'un des très grands noms de sa Cour. Il protège les arts et il est épris de musique pour laquelle il crée une école à l'intérieur du palais, puis une deuxième en 714, et d'autres non plus au palais, mais dans la capitale. La musique du pays de Kucha jouit alors d'une grande faveur. Un texte rapporte que l'empereur, après avoir appris la musique, se prend à aimer passionnément la musique chinoise (faqu). Il choisit alors une troupe de musiciens qui jouent assis, au nombre de trois cents. Ils reçoivent leurs instructions au Jardin des poiriers. La musique de ce Jardin évoque encore aujourd'hui la douceur de vivre pendant ce règne qui marque un apogée.
Avec la musique, l'empereur encourage la danse et le théâtre. Pendant les premières années de son règne, parmi toutes les danseuses, la dame Gongsun  est la seule capable d'interpréter la danse pantomime de l'épée. « L'Empereur brillant a huit mille dames d'honneur, Madame Gongsun se montre toujours suprême dans la danse pantomime de l'épée ». Minghuang n'oublie pas l'importance des jeux et des sports martiaux dans la vie de Cour. Il aime les combats de coq, les chevaux danseurs, il prend plaisir à regarder les joueurs de polo du haut des pavillons à étages du palais.

### Les artistes

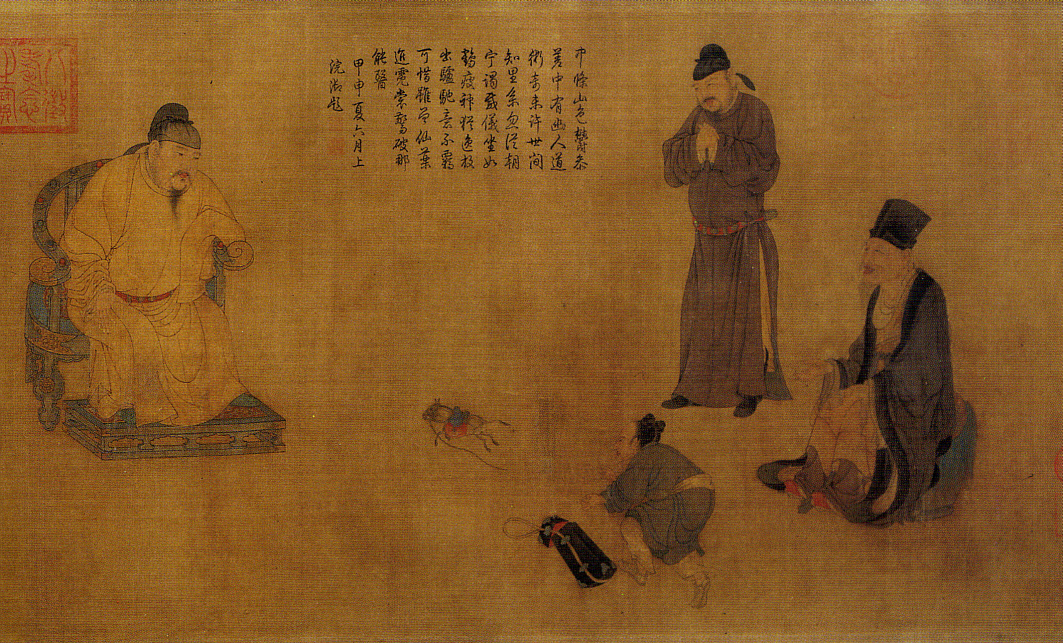
Portrait de l'empereur Minghuang

Le règne de l'empereur Minghuang (712-756) est généralement considéré comme la période la plus brillante de toute l'histoire chinoise. Rarement, autant de grands écrivains et artistes ont vécu au même moment : les poètes Wang Wei (699-759), Li Bai (Li Bo : 701-762) et Du Fu (712-770) – les peintres Wu Daozi (en activité v. 710-760), Zhang Xuan (en activité 714-742) et Han Gan (v. 720 v. 780) – les calligraphes Yan Zhenqing (709-785), Zhang Xu (en activité 714-742) et Huaisu (725-785), parmi beaucoup d'autres et, sans omettre un cas très particulier dans ce régime impérial, Lu Hong (actif 713-741), un taoïste reclus sur le mont Song, près de Luoyang.
Lu, cet artiste original et quelque peu marginal, refuse un poste de conseiller à la Censure. Au lieu de le punir, l'empereur Minghuang lui offre des cadeaux, dont le « Pavillon à toit de chaume » du mont Song, où il passe le reste de son existence à donner des leçons particulières. Il existe plusieurs copies des Dix vues d'un pavillon à toit de chaume (Caotang shizhi), œuvre composite s'il en est de Lu Tong,.
Il est possible que ce genre de peinture composite existe déjà à l'époque de Lu. Zhang Yanyuan rapporte que Zheng Qian (v. 690-764), un artiste lettré de l'époque des grands Tangs, offre un jour à Minghuang un rouleau où les vers, les illustrations et la calligraphie sont de sa main. Ravi, l'empereur inscrit sur le rouleau les mots : « les Trois Perfections [sanjue] de Zheng Qian ». À l'exception de quelques fragments provenant de Turpan (Voir figure 80), aucun paysage à l'encre du milieu ou à la fin des Tang ne survit, pas même de copies. C'est particulièrement regrettable car ces cent quarante ans représentent une période cruciale dans l'histoire de cette tradition artistique.

### Tendance picturale
Les animaux, les chevaux en particulier, représentent le dernier grand thème de la peinture de cour. Les chevaux en pierre du début des Tang sont des représentations réalistes des chevaux de bataille de l'empereur Taizong. Un siècle plus tard, l'empereur Minghuang remplit ses écuries avec plus de quarante mille coursiers étrangers. Ces chevaux qui ne voient jamais un champ de bataille, sont dressés pour danser devant le fils du ciel  Cheval dansant(Image 76 page 80). D'illustres peintres de la cour sont chargés par l'empereur de peindre les montures les plus célèbres.

### L'homme et la nature
Le paysage du fameux Voyage de l'empereur Minghuang vers Shu, tenu pour une copie très proche d'un original du VIIIe siècle, est, lui, bien plus impressionnant même s'il conserve encore quelques vestiges d'archaïsme. L'événement réel se produit en 756 : l'empereur Minghuang, chassé de sa capitale par une révolte, va se réfugier à Shu (dans la province moderne du Sichuan) ; la route qu'il doit emprunter, longue et difficile, n'est guère plus qu'un sentier de montagne. Dans le tableau, les saillies rocheuses, la falaise verticale à laquelle s'accroche la route, les failles obscures et les gouffres mystérieux veulent provoquer chez le spectateur un sentiment d'âpreté et de danger, contredit cependant, par la pigmentation éclatante du paysage aussi gaiement coloré, au milieu de tous ces arbres en fleurs, il est difficile d'imaginer le moindre péril. La peinture traditionnelle, avec ses cernes minces et ses lavis de couleurs soutenues, atteint ici son point culminant, dans une chaleur généreuse qui est pleinement en accord avec le goût des Tang pour les surfaces somptueuses.
La nature est précise au-delà du naturel; elle baigne dans une clarté qui ne lui appartient pas. Ce climat d'exactitude et de netteté semble impliquer un univers physique ne se dérobant pas à l'effort d'analyse de l'esprit humain : l'idéal humaniste des Tang ne se transcrit pas seulement dans leur peinture de personnages, il imprègne aussi leur paysage. Pourtant cette foi va bientôt mourir. La révolte qui envoie Minghuang en exil, même si elle se solde par un échec, illustre clairement la tragique perte de puissance de cette dynastie brillante entre toutes. Avec elle s'évanouit le sentiment de sécurité qui se dégage de toutes les œuvres picturales de cette époque.

### Le voyage de l'empereur Minghuang
Quelle attitude peut-on attribuer à l'auteur anonyme du Voyage de l'empereur Minghuang vers Shu quand il entoure son héros de ces falaises menaçantes parce qu'elles s'accordent, par l'impression du risque et de la difficulté qu'elles éveillent, à la douleur de l'empereur partant pour l'exil. Il est plus vraisemblable que le peintre représente simplement les rochers comme il a l'habitude de le faire, et qu'il ne les dessinerait pas autrement si l'esprit de son sujet était différent. Dans le coin inférieur droit de la composition, en file indienne, un groupe de cavaliers quitte un étroit défilé qui débouche sur un lit encaissé d'un torrent.
L'empereur est en tête – on le reconnaît à son port majestueux et à la crinière de son cheval. Derrière lui vient son escorte : quatre cavaliers et sept dames de cour. Il s'avance vers un pont de bois jeté sur le cours d'eau et qui permet en même temps de passer de cet épisode au suivant.
Le Metropolitan Museum of Art de New York possède le Tribute Horse, célèbre tableau qui semble être une illustration du voyage de L'empereur Minghuang lors de son voyage vers Shu. L'empereur est invisible sur ce détail. Le cheval blanc sans cavalier évoque Yang Guifei la favorite de l'empereur qui trouve la mort au cours de cet exode. La tristesse du décor prend alors une signification nouvelle.

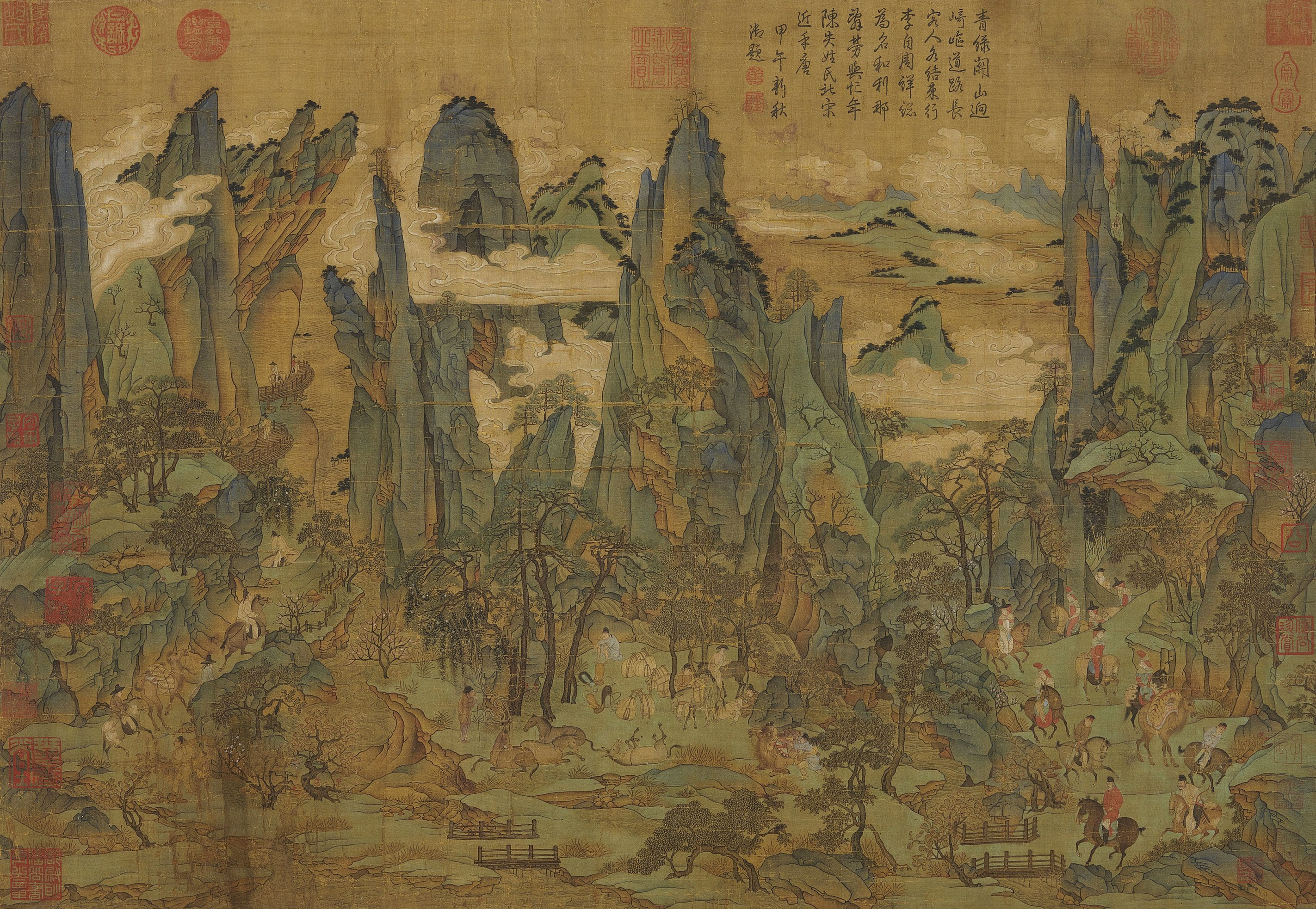
Voyage de l'empereur Minghuang vers Shu, par un artiste anonyme du XIe siècle d'après une composition du VIIIe siècle. Rouleau vertical (détail), encre et couleurs sur soie. Collections du Musée national du Palais.
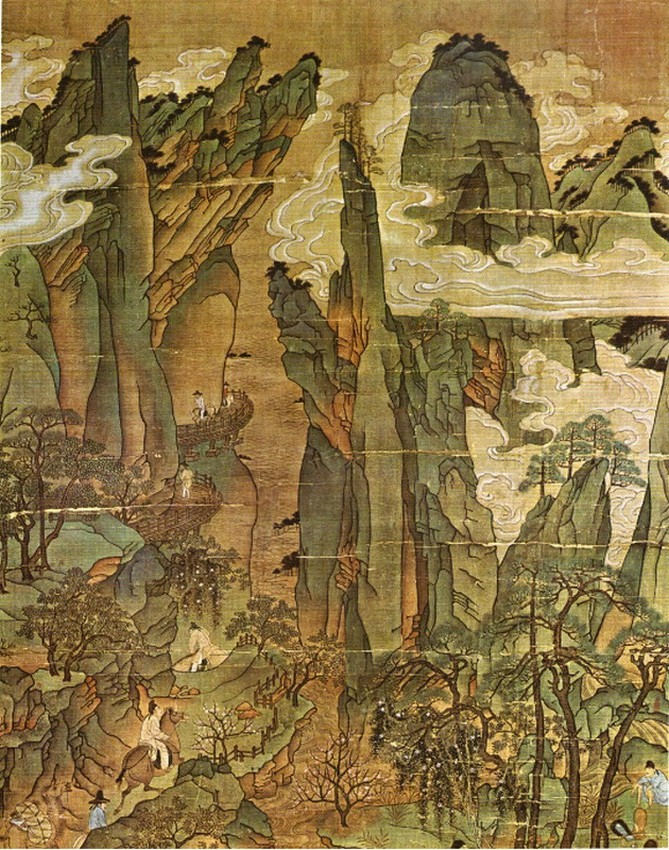
Détail 2.
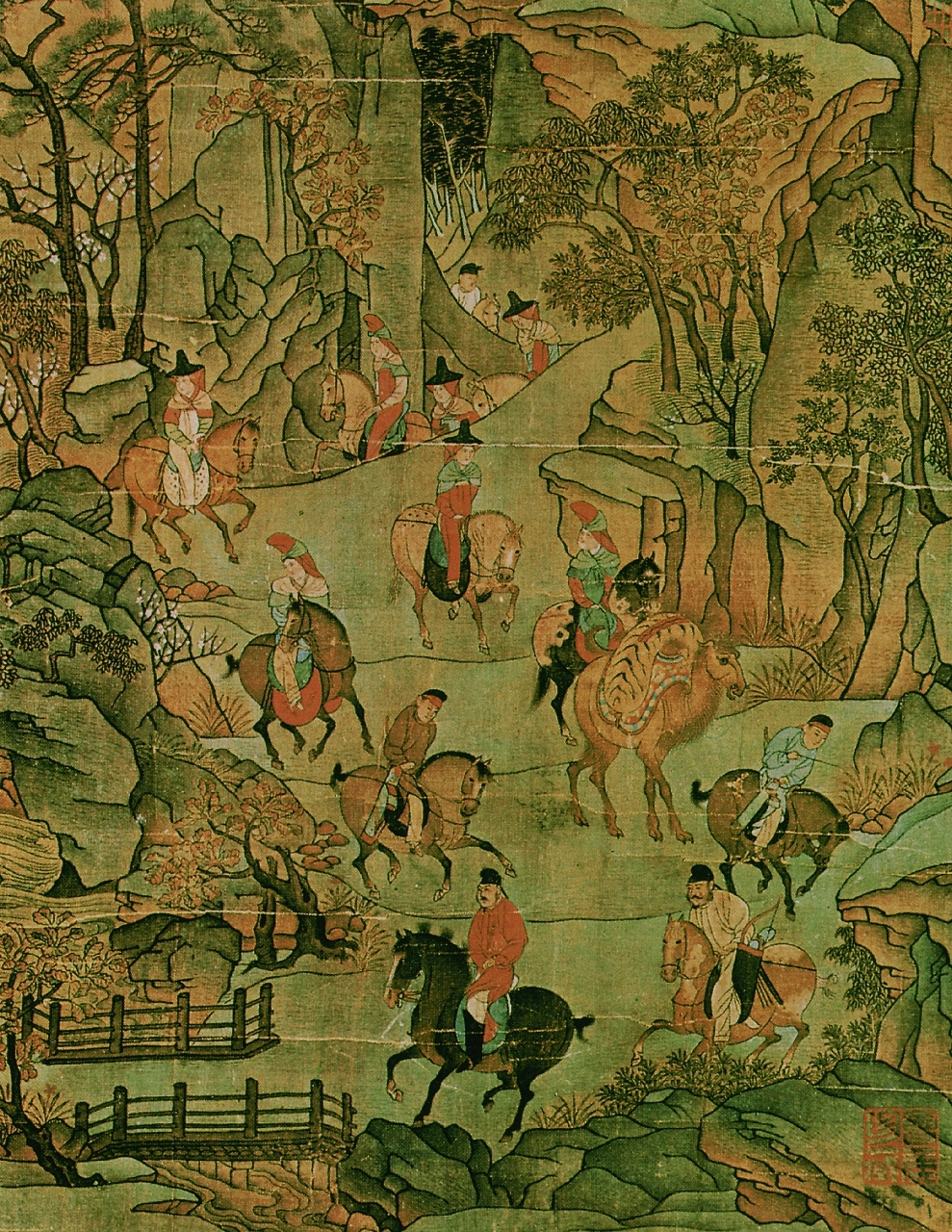
Détail 3.

## Concubine impériale
Yang Yuhuan (楊玉環) (719-756), fille de Yang Xuanyan  officier et fonctionnaire du ministère des Armées  de l'empereur, faisait partie du harem  de (en) Li Mao ou Li Qing, prince de Shou (715-775), dix-huitième fils de l'empereur Minghuang. Lors d'une visite chez son fils, l'empereur qui se trouve être à la recherche des plus belles femmes de l'empire, la remarque comme en faisant partie, et la rebaptise Yang Guifei afin de se l'approprier. En 745 elle entre dans le harem impérial, puis devient sa concubine officielle.
L'attrait principal de la cour ne réside plus dans ses interprétations et jugements politiques mais dans son luxe et son éclat. De 745 à 756, le personnage le plus puissant du pays est Yang Guifei, la plus illustre femme fatale de l'histoire chinoise. Elle est connue sous le nom de « Beauté de Jade » et comme la plus belle femme de l'empire de cette époque. On prétend que la mode des portraits de femmes bien en chair a beaucoup à voir avec la corpulence notoire de Yang, toutefois, cette assertion est sujette à caution. Cette image de la beauté idéale, aux formes pleines, se répand d'un bout à l'autre du pays et même au-delà des frontières.